# Geranion sanguinei
Plantesamfundet Geranion sanguinei er et samfund af stauder og løgvækster, som findes på let skyggede områder i nærheden af løvskove (skovbryn, skovlysninger, overdrev osv.) på varm og tør, kalkrig bund.

## Klassificering
Samfundet klassificeres sammen med andre skovnære staudesamfund og buskadser:
- Klasse: Trifolia-Geranietea
  - Orden: Trifolio-Origanetalia
    - Samfund: Trifolio medii
    - Samfund: Geranion sanguinei
- Klasse: Epilobietea angustifoliae
  - Orden: Epilobietalia angustifoliae
    - Samfund: Epilobion angustifoliae
    - Samfund: Atropion belladonnae
    - Samfund: Sambuco-Salicion
- Klasse: Betulo-Adenostyletea
  - Orden: Adenostyletalia
    - Samfund: Adenostylion alliariae
    - Samfund: Calamagrostion
    - Samfund: Salicion pentandrae

Samfundet svarer ret nøje til den naturtype, som kaldes Overdrev og krat på mere eller mindre kalkrig bund i Danmark. Deraf ses det også, at samfundet er ret sjældent forekommende her i landet, hvor det forusætter en placering på kalkrige, sydvendte skråninger (som f.eks. Jernhatten eller Røsnæs).

## Karakterplanter
De følgende planter er blandt dem, der må anses for at være karakteristiske i dette plantesamfund:
| - Afbidt høgeskæg - Almindelig dragehoved - Almindelig hjorterod - Almindelig Svalerod - Bakkejordbær - Bakkesvovlrod - Blodrød storkenæb - Blågrøn snerre - Brandlilje - Bredbladet ærenpris - Coronilla coronata - Euphorbia polychroma | - Grenet edderkopurt - Haveskorzoner - Hvid diktam - Hvid staudeklematis - Hypericum elegans - Inula germanica - Kantet kohvede - Kantet konval - Klitrose - Lathyrus pannonicus - Liden frøstjerne - Potentilla thuringiaca | - Purpurkløver - Rapunselklokke - Seglsneglebælg - Seglbladet hareøre - Skovkløver - Sommeranemone - Ugrenet edderkopurt - Vellugtende skabiose - Vicia tenuifolia - Virgilasters |

## Note
1. ↑  Planto.de: Charakterarten Verband Geranion sanguinei(tysk)